# 비체
비평 이론에서 비체(卑體, abject)는 특히 사회와 도덕의 차원에서 규범과 규칙으로부터 배제되고 분리된 상태를 의미한다. 이 용어는 탈구조주의에서 관습적인 정체성과 문화적 개념을 본질적으로 교란하는 것으로 탐구되어 왔다. 쥘리아 크리스테바는 1980년 저서 《공포의 권력: 비체성에 관한 에세이》(Powers of Horror: An Essay on Abjection)에서 이 개념에 대한 영향력 있고 선구적인 개요를 탐구했는데, 여기서 그는 주관적 공포(비체)를 개인이 크리스테바가 말하는 일반적으로 억압된 "신체적 실재"를 경험하거나 마주칠 때, 또는 상징계에 실재계가 침입할 때 느끼는 감정이라고 설명한다.
크리스테바의 비체 개념은 공포를 다루는 대중문화 서사와 여성혐오, 동성애 혐오, 집단학살로 나타나는 차별적 행동을 분석하는 데 널리 사용된다. 비체 개념은 지그문트 프로이트와 자크 라캉의 전통적인 정신분석 이론을 토대로 하는데, 이들의 연구는 프로이트의 신경증과 라캉의 정신병을 통해 개인적 구별의 해체 경험에 주목했다.

## 문학 비평 이론에서
괴물적인 것에 관심을 가진 프랑스의 전통(예: 소설가 루이페르디낭 셀린)과 '더러움'에 근거한 주체(예: 정신분석학자 자크 라캉)를 바탕으로, 쥘리아 크리스테바는 사회적 이성 - 사회 질서를 뒷받침하는 공동체적 합의 - 에 의해 거부되거나 이를 교란하는 것으로서의 비체 개념을 발전시켰다. 따라서 "비체"는 대상의 개념과 주체의 개념 사이 어딘가에 존재하며, 경계 공간에서 겨우 분리된 자아의 금기적 요소들을 나타낸다. 크리스테바는 주체 - 자신의 일부 - 와 대상 - 자신과 독립적으로 존재하는 것 - 으로 정의되는 경계 안에, 한때는 자신의 일부나 정체성의 일부로 분류되었다가 이후 거부된 조각들, 즉 비체가 존재한다고 주장한다.
하지만 크리스테바는 비체의 진정한 의미에 대해 구분을 두었다: "따라서 비체를 야기하는 것은 청결이나 건강의 결여가 아니라 정체성, 체계, 질서를 교란하는 것이다. 경계와 위치, 규칙을 존중하지 않는 것이다. 중간적인 것, 모호한 것, 복합적인 것이다." 비체는 상징계 밖에 위치하기 때문에, 이를 마주하는 것은 본질적으로 외상적인 경험이 된다. 이 경험은 한때 주체였다가 문화 세계에서 폭력적으로 추방된 대상인 더러움, 쓰레기, 시체와 마주칠 때 느끼는 혐오감과 같다. 따라서 비체의 감각은 문화, 즉 상징계의 대리자인 초자아의 존재를 보완한다. 크리스테바의 격언처럼 "각각의 자아에는 그것의 대상이, 각각의 초자아에는 그것의 비체가 있다."
크리스테바의 정신분석학적 관점에서, 비체화는 우리가 배제하는 우리 자신의 부분, 즉 어머니에게 행해진다. 우리는 정체성을 구축하기 위해 우리를 만든 대상인 모성을 비체화해야 한다. 비체화는 말하는 존재의 주관적 역학을 통해 미시적 차원에서 일어나며, "보편적이고 공통된 법칙으로서의 언어"를 통해 사회의 거시적 차원에서도 일어난다. 우리는 의례, 특히 정화의 의례를 통해 자연과 사회, 기호적인 것과 상징적인 것 사이의 명확한 경계를 유지하려 하는데, 역설적이게도 의례 행위에서 비체와의 접촉을 배제하면서도 갱신한다.
비체 개념은 종종 기괴함, 즉 "집과 같지 않은", 혹은 낯설지만 동시에 친숙한 것이라는 개념과 연결되거나 혼동된다. 비체는 "낯선" 것임에도 우리가 그 안에서 어떤 측면들을 인식할 수 있다는 점에서 기괴할 수 있다. 상징계에서 떨어져 나온 시체는 그 기괴함을 통해 비체를 만들어내며 - 인지부조화를 만들어낸다.

### 사례
- 프랑스 작가 장 주네의 1949년 작품 《도둑 일기》는 비체를 주요 주제로 다룬다. 이 작품은 1930년대 그가 유럽을 떠돌아다닌 허구화된 기록으로, 그는 범죄자 부랑자로서 실존주의적 형태의 "성인의 경지"를 추구하며 적극적으로 비체를 찾아 나섰다고 주장한다.[15]

- 영화 《에이리언》(1979년)은 공포와 공상과학 장르에서 여성의 괴물적 재현이 어떻게 어머니라는 태고의 비체적 형상과 공명하는지를 보여주는 예시로 분석되어 왔다.[16] 신체 절단, 강제 임신, 그리고 에이리언 자체의 카멜레온적 본성은 모두 원초적 장면에 대한 환상과 경계가 없는 원초적 비체로서의 어머니와의 조우를 탐구한 것으로 볼 수 있다.[17]

- 1990년대 호주의 문학 장르인 그런지 문학은 종종 "비체적인" 신체를 가진 젊은 성인 인물들과 건강 문제에 직면한 인물들에 초점을 맞춘다.[18] 예를 들어 앤드류 맥개한의 소설 《프레이즈》(Praise)의 남녀 주인공인 고든 뷰캐넌과 신시아 라몬드는 모두 병든 몸을 가지고 있으며, 신시아는 발진이 일어나는 피부 문제를 겪는다. 카렌 브룩스는 클레어 멘데스의 《드리프트 스트리트》(Drift Street), 에드워드 베리지의 《성인들의 삶》(The Lives of the Saints), 그리고 《프레이즈》가 "자아와 타자를 정의하는 상상적이고 사회적으로 구성된 경계와 관련하여 젊은 도시/근교 인물들의 심리사회적, 심리성적 한계를 탐구"하며 비체적 인간 신체라는 개념을 탐구할 수 있는 새로운 "경계적 공간"을 "열어준다"고 말한다.[19] 브룩스는 (《성인들의 삶》, 《드리프트 스트리트》, 《프레이즈》의) 소외된 인물들이 "쓰레기촌"(바람직하지 않은 환경이나 상황)에 머무르면서 이러한 "촌"의 "흐름을 전환"할 수 있어, 자신들의 거친 환경의 "경계성"(경계적 상황이나 과도기적 환경에 있음)과 자신들의 "비체성"(건강 문제, 질병 등을 가진 "비체적 신체")을 "상징적 힘과 주체성의 장소"로 주장한다고 설명한다.[19]

## 사회 비평 이론에서
"비체"라는 용어는 종종 여성, 미혼모, 소수 종교인, 성노동자, 수감자, 빈곤층과 장애인과 같은 주변화된 집단들의 상태를 설명하는 데 사용된다. 이언 매코믹은 성담론과 젠더 역사의 해체를 통해 18세기와 19세기의 매춘, 동성애, 자위(자기오염, 불순함, 부정함)에 관한 논의에서 쾌락적 위반 욕망, 일탈적 행동 범주, 체액에 대한 반응 사이의 반복적 연관성을 개괄했다. 비체적 사물이나 존재가 거주하는 공간을 가리키는 비체의 공간이라는 용어도 사용된다.

### 조직학에서
조직 이론 분야의 비체 관련 문헌은 제도가 직장 내에서 특정한 감정, 관행, 집단 또는 담론을 침묵시키거나 배제하거나 부인하게 되는 다양한 방식을 밝히고자 했다. 연구들은 사람들이 사회적, 조직적 비체화의 결과를 피하기 위해 어떻게 역할, 정체성, 담론을 채택하는지를 검토하고 입증했다. 이러한 연구들은 종종 조직이나 기관 내에서 규범에서 벗어난 집단에 초점을 맞추는데, 이들은 크리스테바가 말하는 "비체가 존재하게 하는 자" 또는 "비체자"가 된다. 제도와 조직은 전형적으로 의례와 다른 구조적 관행들에 의존하여 상징적 요소들을 기호적인 것으로부터 보호하는데, 이는 정책 수립의 역할을 강조하는 더 큰 조직적 차원과 사회적 거절을 강조하는 더 작은 대인 관계적 차원 모두에서 이루어진다. 조직적 차원과 대인 관계적 차원 모두 조직의 규범에 반하는 것으로 인식되는 직원들을 위한 "거주 불가능 지대"를 만드는 일련의 배제적 관행들을 만들어낸다.
그러한 방법 중 하나인 "집단적 교육"은 조직의 불편한 "어두운 면"을 지연시키고, 비체화하고, 숨겨서 기업의 힘을 통해 시야에서 멀리하는 전략을 가리킨다. 이 전략은 수용 가능한 통일된 의미가 만들어지는 과정이다 - 예를 들어, 기업이나 조직의 미션 선언문이 이에 해당한다. 정보의 통제된 공개와 신념 또는 반응적 진술을 통해, 사람들은 비체적인 것으로 여겨질 수 있었던 사건이나 상황에 대한 기업의 설득력 있는 해석에 점진적으로 노출된다. 기업이 발전시킨 이 가공된 의미는 공동체 전체에 공유된다. 그 사건이나 상황은 많은 사람들에 의해 단일한 방식으로 해석되고 보게 되어, 통일되고 수용된 의미를 만들어낸다. 이러한 전략들의 목적은 비체적 생각들이 각 개인의 기억에서 방출됨에 따라 비체를 식별하고 통제하려는 시도를 하는 것이다.
병원과 같은 조직들은 상징적인 것과 기호적인 것 사이의 분열을 독특한 방식으로 조정해야 한다. 예를 들어, 간호사들은 병들고, 부상당하고, 죽어가는 이들과 가까이 있기 때문에 더 구체적이고 물리적인 방식으로 비체와 마주한다. 그들은 병원 관리자들과 지도자들이 일반적으로 경험하지 않는 방식으로 죽음과 고통의 현실에 직면한다. 간호사들은 자신과 자신의 정서 상태를 그들을 둘러싼 죽음, 임종, 고통의 상황으로부터 분리하는 것을 배워야 한다. 병원에서는 매우 엄격한 의례와 권력 구조가 사용되는데, 이것은 비체화의 역학이 불안이 어떻게 의료팀과 조직의 업무가 되는지 뿐만 아니라 어떻게 병원 정책의 차원에서 실행되는지를 이해하는 데 있어 중요한 역할을 한다는 것을 시사한다.

### 사회학 연구에서
비체는 종종 사람이 혐오감이나 구역질을 느끼는 신체와 사물을 설명하는 데 사용되는 개념으로, 자신의 정체성을 보존하기 위해 이들을 배제한다. 이모겐 타일러는 이 개념을 더 사회적인 것으로 만들어 비체화를 사회적이고 살아있는 과정으로 분석하고, 비체화하는 자들과 자신이 비체화된 것을 발견하는 자들을 권력자의 재현과 피억압자의 저항 사이에서 고찰하고자 했다. 타일러는 현대 영국이 어떻게 특정 집단들 - 대부분 소수 집단들 - 을 혐오스러운 형상으로 낙인찍었는지, 그리고 그 개인들이 어떻게 자신들의 비체적 정체성, 즉 주변화, 낙인찍기 그리고/또는 사회적 배제에 대항하여 저항하는지를 검토했다.
또한 사람들이 질병, 부상 또는 선천적 결함으로 인해 규범과 다른 신체를 가진 이들을 어떻게 바라보는지에 대한 탐구도 이루어졌다. 프랜시스와 같은 연구자들은 이러한 시선으로부터 발생하는 대인관계적 결과의 중요성을 강조한다. 장애인은 비장애인과 비슷하면서도 다르기 때문에, 비체가 존재하게 하는 자가 된다. 이 개인을 보는 사람들은 그 비체를 무시하고 거부하려 하거나, 이에 관여하고 몰입하려 함으로써 반응한다. 프랜시스에 따르면, 이 특정한 경우에 전자는 장애인과 눈을 마주치기를 거부하거나 그의 존재를 인정하지 않는 것으로 나타나며, 후자는 침투적인 응시로 나타난다. 이로 인한 대인관계적 결과는 장애인이 부정되고 무시할 수 있는 대상인 '타자'로 취급되거나, 또는 그 개인이 명확하게 비체자로 규정되고 정의되는 것이다.

## 심리 치료에서
심리 치료사들은 비체와 같은 개념에 초점을 맞춤으로써 특정 정신병리의 발달에 있어 실제 경험과 문화적 형성 사이의 연관성을 탐구할 수 있게 한다. 브라운 수는 수치심과 같은 심리적 영향 요인들의 온전한 의미를 파악하기 위해서는 푸코의 자기감시와 담론 내 위치 설정에 대한 개념을 정신역동적 이론화와 결합하는 것이 매우 중요함을 입증했다.
신체이형장애(BDD)와 같은 정신병리에 있어서, 타자 - 실제적, 상상적, 또는 환상적 - 의 역할이 핵심적이며, 수치심에 의해 증폭된 신체에 대한 양가감정이 이러한 역동의 핵심이다. 파커는 신체이형장애를 앓는 개인들은 객관적 자아감이 주관적 자아감을 지배하기 때문에 보여지는 것의 권력, 쾌락, 고통에 민감하다고 지적했다. 타자의 역할은 현대 정신분석학의 발달 이론에서 점점 더 중요해졌으며, 동일시, 투사, 내사를 통해 형성되는 신체 이미지에서 매우 분명하게 드러난다. 신체이형장애가 있는 개인들은 자신의 신체 일부를 매력 없거나 원치 않는 것으로 여기는데, 이러한 믿음은 수치심과 다른 사람들이 그 추정된 신체적 결함을 알아채고 부정적으로 인식한다는 인상에 의해 악화되어 하나의 순환을 만든다. 시간이 지남에 따라 신체이형장애가 있는 사람은 자신의 신체 그 부분을 자신과 분리된, 일탈적인 신체 부위로 보기 시작한다 - 그것은 비체화된 것이다.
또한 사회불안을 경험하는 사람들도 있는데, 이들은 신체이형장애가 있는 사람들과 비슷하면서도 다른 방식으로 비체가 되는 주체화를 경험한다. 여기서 비체는 전체 사회에 온전히 속하지 않는 경계적으로 문제가 되는 물질을 가리킨다 - 이러한 불속함이 실제인지 상상인지는 중요하지 않으며, 단지 그렇게 인식된다는 것만이 중요하다. 사회불안이 있는 사람들에게는 그들의 전체 사회적 자아가 정상적인 사회적 의례와 능력으로부터 벗어난 비체자로 인식된다.
비체 연구는 자아와 신체 혐오의 역동을 고찰하는 데 있어 시사적이고 유용한 것으로 입증되었다. 이러한 입증은 분리불안장애, 생물학적으로 중심이 되는 공포증, 외상 후 스트레스 장애와 같은 장애를 연구하는 데 있어 흥미로운 함의를 지닌다.

## 같이 보기
- 반인문주의
- 조르주 바타유
- 퀴어 이론

## 더 읽어보기
- Douglas, Mary, Purity and Danger (1966)
- Frances, J. (2014). “Damaged or unusual bodies: Staring, or seeing and feeling”. 《Body, Movement and Dance in Psychotherapy》 4 (9): 198–210. doi:10.1080/17432979.2014.931887.
- Guberman, R.M. (1996). 《Julia Kristeva interviews.》. New York: Columbia University Press.
- Kristeva, J. (1982). 《Powers of Horror: An Essay on Abjection》. New York: Columbia University Press.
- Oliver, K. (2009). 《Psychoanalysis, aesthetics, and politics in the work of Kristeva》. SUNY series, Insinuations: Philosophy, Psychoanalysis, Literature.
- Rizq, R. (2013). “States of abjection”. 《Organization Studies》 9 (34): 1277–1297. doi:10.1177/0170840613477640.
- Sartre, Jean-Paul, Saint Genet (1952) (Note: Jean Genet wrote a journal in which abjection was an important theme)
- Tyler, I. (2013). “Revolting subjects: Social abjection and resistance in neoliberal Britain”. 《European Journal of Communication》 5 (28): 599. doi:10.1177/0267323113494050.